# موران-سولنیر ام‌اس.۳۲۵
موران-سولنیر ام‌اس. ۳۲۵ (به انگلیسی: Morane-Saulnier_M.S.325) یک هواگرد ملخ‌پیشین تک‌موتوره از نوع هواپیمای جنگنده ساخت شرکت Morane-Saulnier است. هواگرد موران-سولنیر ام‌اس. ۳۲۵ نخستین پروازش را در ۱۹۳۳ میلادی انجام داد. در مجموع، تعداد ۱ فروند از این هواگرد ساخته شده‌است.